# 스타트업 얼라이언스
스타트업얼라이언스는 대한민국 스타트업 생태계의 건강한 발전을 목적으로 하는 비영리 민관 협력단체이다.

## 설립

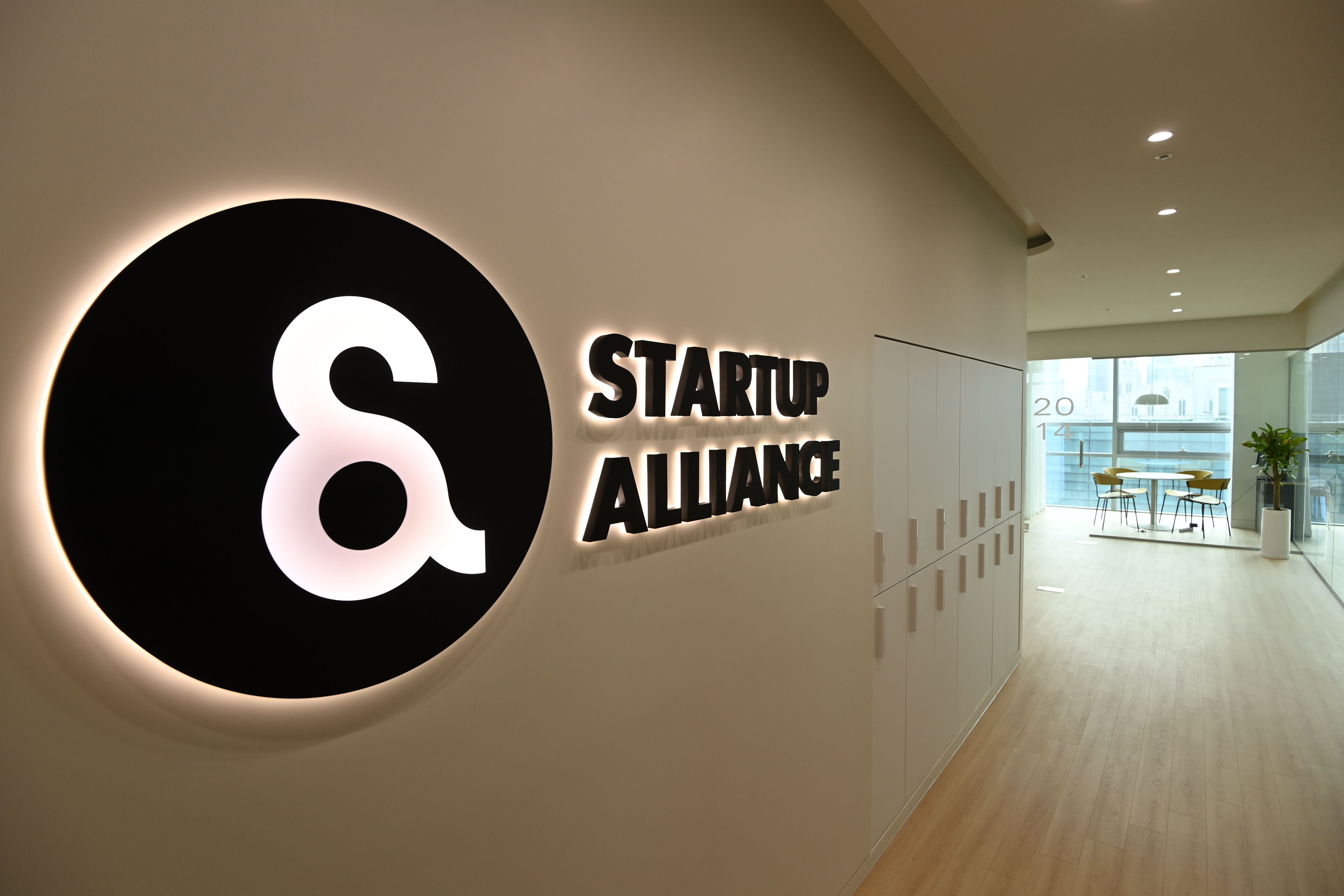
스타트업얼라이언스 언주사무실 전경

2013년 7월, 대한민국 정부 미래창조과학부의 주도로 50여개의 공공기관, 인터넷 기업, 이동통신사, 투자기관, 창업보육기관 등이 참여하여 설립되었다.

## 주요 참여사
네이버, 다음, 카카오 (기업), 한국인터넷진흥원, SK 플래닛, 소프트뱅크 벤처스, 서울벤처인큐베이터, 쿨리지코너인베스트먼트 등